# アーウィン・M・ジェイコブス
アーウィン・M・ジェイコブス（Irwin Mark Jacobs、1933年10月18日 - ）は、アメリカ合衆国の電気工学者である。クアルコムの共同創業者・元会長であり、ソーク研究所の理事会議長である。

## 若年期と教育
ジェイコブスはマサチューセッツ州ニューベッドフォードのユダヤ人の家庭に生まれた。1956年にコーネル大学で電気工学の学士号(Sc.B.)を取得し、マサチューセッツ工科大学(MIT)で電気工学・計算機科学の修士号(Sc.M.)を1957年に、博士号(Sc.D.)を1959年に取得した。博士号の指導教員はエドワード・アーサーズだった。

## キャリア
1959年から1966年までマサチューセッツ工科大学(MIT)で電気工学の助教授・准教授、1966年から1972年までカリフォルニア大学サンディエゴ校(UCSD)でコンピュータ科学・工学の教授を務めた。1965年にジョン・ウーゼンクラフトとの共著でPrinciples of Communication Engineering（通信工学の原理）という教科書を出版し、現在も使用されている。USCDは、彼と妻の名前にちなんで「ジェイコブス工学スクール」を設置した。
1968年、ジェイコブスはアンドリュー・ビタビと共同でリンカビット(Linkabit)という会社を設立し、衛星暗号化装置を開発した。この会社は1980年にM/A-COMと合併してM/A-COMリンカビットとなった。
1985年、ジェイコブスは、アンドリュー・ビタビらとともにクアルコム(QUALCOMM)を共同設立した。クアルコムはOmniTRACSシステムを開発した。これは、世界で最も技術的に高度な双方向移動体衛星通信および追跡システムの一つとみなされている。彼は、それ以前の時分割多元接続(TDMA)技術よりも効率的に通信帯域幅を使用するこれらのシステムを開拓した。クアルコムが開発した符号分割多元接続(CDMA)は、GSMとともに北米の次世代携帯電話の規格に採用された。2009年3月3日、ジェイコブスがクアルコムの会長を退任し、後任にその息子のポール・E・ジェイコブスが指名されたことが発表された。
ジェイコブスは全米技術アカデミーの会員、IEEEのフェローである。また、シンクタンク・インターアメリカン・ダイアログのメンバーである。ソーク研究所の議長、イスラエル工科大学の国際諮問委員会委員、北京の清華大学経済経営学院の諮問委員、ロサンゼルスの太平洋国際政策評議会の理事も務めている。

## 賞と栄誉

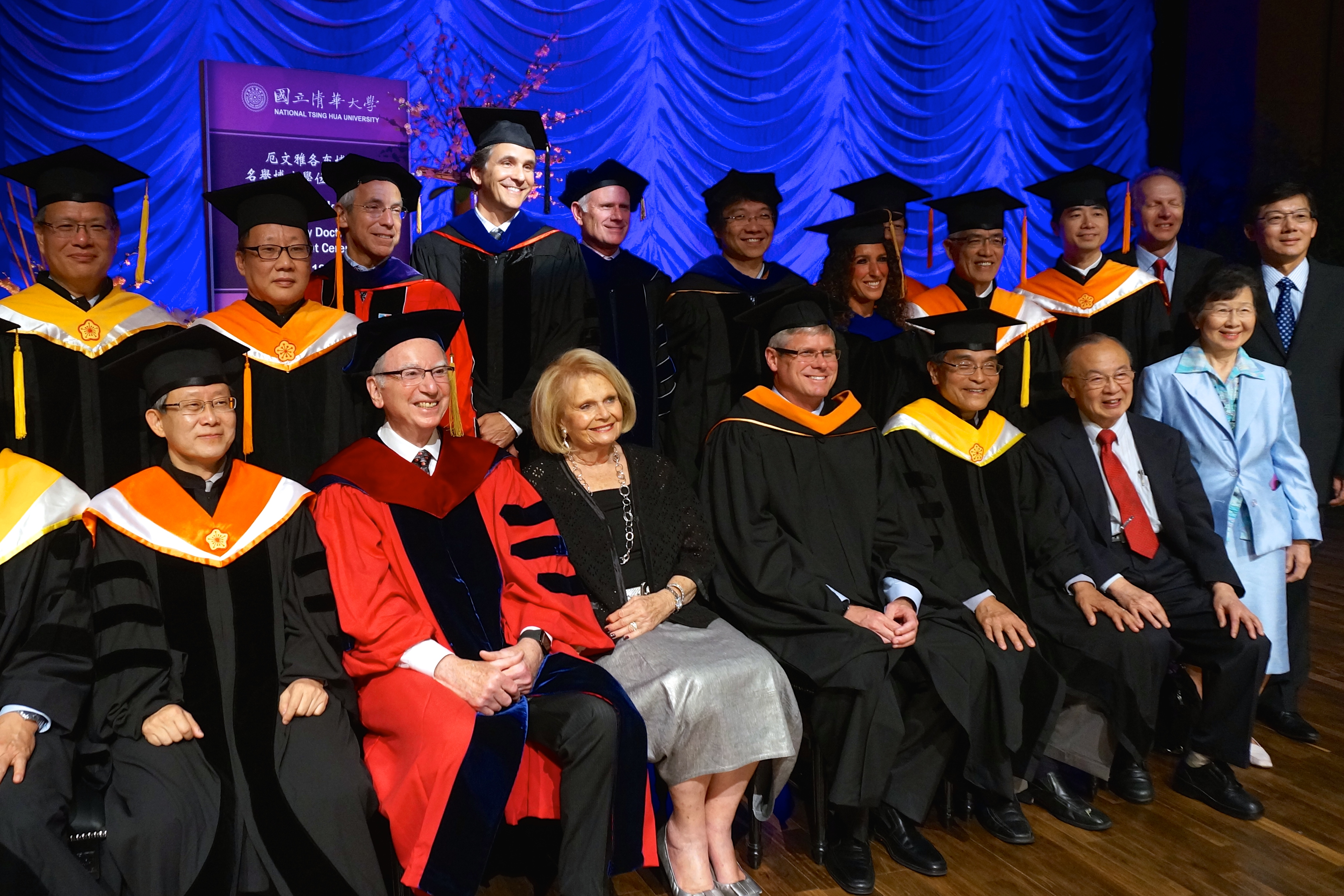
2014年、台湾の国立清華大学の名誉工学博士号授与式にて

- 1992年 - 米国起業家協会 Entrepreneur of the Year Award in High Technology
- 1993年 - 米国エレクトロニクス協会 Inventing America's Future award[6]
- 1994年 - アメリカ国家技術賞（CDMAの開発に対して）
- 1994年 - Cornell University Entrepreneur of the Year
- 1995年 - IEEEアレクサンダー・グラハム・ベル・メダル(（リーダーシップ、理論、実践、製品開発など、電気通信への顕著な貢献に対して）[6]
- 2001年 - バウアー賞ビジネスリーダーシップ部門[6][9]
- 2007年 - ジェームズ・クラーク・マクスウェル・メダル（英語版）（無線通信の成長を可能にした基本的な貢献、革新、リーダーシップに対して。ビタビと共同受賞）[10]
- 2011年 - マルコーニ賞[11]
- 2013年 - 全米発明家殿堂殿堂入り
- 2013年 - IEEE栄誉賞[12]
- 2013年 - 国立清華大学 特別栄誉教授[13][14]
- 2014年 - 国立清華大学 名誉工学博士[15]
- 2014年 - コンピュータ歴史博物館フェロー（デジタル携帯電話、データ通信、テクノロジーの分野の先駆的な研究に対して）[16]
- 2017年 - IEEEマイルストーン（モバイル業界を牽引するCDMAとスペクトラム拡散の開発に対して。ビタビと共同受賞）[17]
- 2019年 - ヨーク大学 名誉博士[18]
- 2019年 - IETマウントバッテン・メダル（英語版）[19]

## 私生活
1954年、ジェイコブスは、ニューヨーク市出身の栄養士でありコーネル大学の卒業生のジョーン・クラインと結婚した。彼らはカリフォルニア州ラホヤに在住し、4人の息子がいる。三男のポール・E・ジェイコブス(1962 - )は、2009年3月3日にアーウィンの後を継いでクアルコムのCEOに就任し、2014年3月4日に退任した。四男のジェフ・ジェイコブス(1966 - )はクアルコムの最高マーケティング責任者を務めていた。次男のハル・ジェイコブス(1960 - )は、ミュージカル『ジャージー・ボーイズ』の共同プロデューサーを務めている。長男のゲイリー・E・ジェイコブス(1957 - )は、私立高校を設立し理事長を務めている。
趣味は芸術、読書、ジョギング、家族での外出などである。